# MyPaint
MyPaint é um editor raster para ilustrações digitais código aberto, disponível sob a licença GNU GPL, versão 2. É semelhante ao CorelDraw e Krita. Foi usado por David Revoy no processo de criação da animação Sintel, junto do GIMP e Alchemy.

## libmypaint
Desde abril de 2014 os pincéis do MyPaint são desenvolvidos em um módulo separado chamado libmypaint, disponível para uso por outros projetos sob a licença ISC.